# Glacier de l'Adige

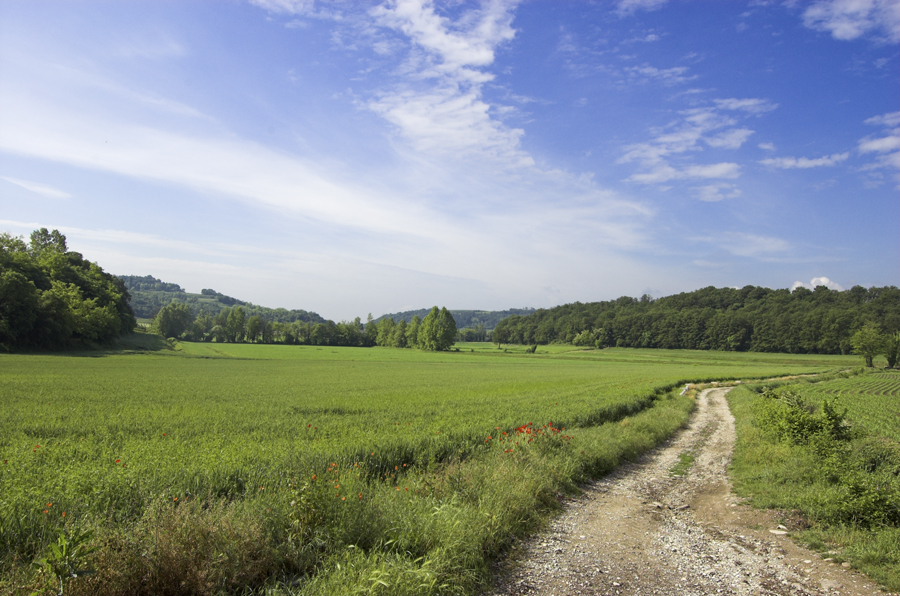
La colline morainique du lac de Garde entre Sona et Sommacampagna.

Le glacier de l'Adige est un glacier préhistorique qui regroupait pratiquement toutes les glaces issues du Tyrol du Sud et qui suivait la vallée de l'Adige. Il y a 20 000 ans, lors du maximum würmien, il a atteint une longueur de 350 km. C'était alors le plus grand système de glaciers au sud des Alpes.
Près de sa source, il était renforcé par une transfluence du glacier de l'Inn à travers le col de Resia. Les plus grands glaciers qui venaient se rattacher à lui étaient le glacier de l'Isarco, le glacier de la Rienza venant du Val Pusteria et le glacier de l'Avisio.
Au summum de sa puissance, l'épaisseur de glace était d'environ 1500 mètres. Sa surface atteignait l'altitude de 2400 m dans le Val Venosta, 2000 m à Bolzano et 1800 m à Trente. Les Dolomites et le massif de l'Ortles étaient ainsi séparés par une bande de glace de 40 km de large. 
Au niveau de Trente, une diffluence majeure épaisse de 300 à 400 mètres franchissait le seuil de Terlago emportant avec elle la plus grande partie des matériaux erratiques. Cet appareil est alors allé façonner le bassin du lac de Garde, retenu par un énorme amphithéâtre morainique de 80 km de front s'étalant entre Vérone et Brescia. Comme après le retrait de ce glacier l'apport en eau et donc en alluvions a été fortement réduit (seul le Sarca l'abreuve), ce lac a pu se maintenir jusqu'à nos jours et l'amphithéâtre morainique a été particulièrement bien préservé de l'érosion. Par contre, dans la vallée de l'Adige, la moraine frontale sise à Rivoli est nettement plus réduite (9 km).